# Scyphoproctus variabilis
Scyphoproctus variabilis är en ringmaskart som beskrevs av Rangarajan 1963. Scyphoproctus variabilis ingår i släktet Scyphoproctus och familjen Capitellidae. Inga underarter finns listade i Catalogue of Life.